# Photoscotosia leuconia
Photoscotosia leuconia är en fjärilsart som beskrevs av Xue 1988. Photoscotosia leuconia ingår i släktet Photoscotosia och familjen mätare. Inga underarter finns listade i Catalogue of Life.